# ジャンプ新人海賊杯
ジャンプ新人海賊杯（ジャンプしんじんかいぞくはい）は、1994年と1995年の夏に『週刊少年ジャンプ』誌上で行われた企画。正式タイトルは『黄金の女神像争奪 ジャンプ新人海賊杯』

## 概要
堀江信彦が『週刊少年ジャンプ』の編集長であった1994年夏に開始。連載経験のない若手作家の読切作品を毎号掲載し、読者アンケートによる得票で順位を決める。読者投票で3位以内に選ばれた作品には連載枠が与えられた。1995年も行われたが、編集長交代後の1996年以降は開催されていない。
毎号掲載ではあったが、両年共に36・37合併号では二橋進吾原作の読み切りを掲載（1994年は「風と踊れ!〜時代を疾走ぬけた男 バロン西〜」（作画：樹崎聖）、1995年は「American Dream」（作画：北条司）が掲載）するため中断した。
1987年には新鋭サバイバル読切と題して若手作家の読切が6週連続で掲載され、その中から3人が連載枠を得ている。2004年からは同様のコンセプトとして「金未来杯」が開始されており、こちらは中断期間があったものの、編集長が交代した2008年以後も開催（2013年は除く）されている。

## エントリー作品

### 1994年
- MIND ASSASSIN - かずはじめ（32号）
  - 優勝 1994年52号 - 1995年29号まで連載
- モートゥル・コマンドーGUY- 坂本眞一（33号）
  - 2位 1994年32号 - 44号まで連載
- ふわふら - 八神健（34号）
  - 3位 『密・リターンズ!』として1995年10号 - 1996年19号まで連載
- 快心少年エム!! - 佐藤央樹（31号）
- into the blue - 櫻森和駿（35号）
- Dies Irea - 大河原遁（38号）
- 幸せの探し方 - 本田晶人（39号）

### 1995年
- 鬼が来たりて - しんがぎん（38号）
  - 優勝 1996年5・6合併号 - 18号まで連載
- 心理捜査官 三島清人 - 月島薫（35号）
  - 2位 『心理捜査官 草薙葵』（構成：中丸謙一朗・ストーリー：岐澄森）として1996年33号 - 1997年5・6合併号まで連載
- かおす寒鰤屋 - 大河原遁（34号）
  - 3位 1995年51合併号 - 1996年9号まで連載
- 抜繪道士 - 山川かおり（33号）